# 花冠 (布格罗)
《花冠》（法文：Parure des Champs；英文：Adornment Champs或The Jewel of the Fields）是法国画家威廉·阿道夫·布格罗创作于1884年的一幅油画。现收藏于加拿大魁北克省蒙特利尔美术馆 (Musée des Beaux-Arts, Montreal)。